# Hjulbrosking
Hjulbrosking (Marasmius rotula) är en svampart som först beskrevs av Giovanni Antonio Scopoli, och fick sitt nu gällande namn av Elias Fries 1838. Hjulbrosking ingår i släktet Marasmius och familjen Marasmiaceae.  Arten är reproducerande i Sverige. Inga underarter finns listade i Catalogue of Life.

## Källor

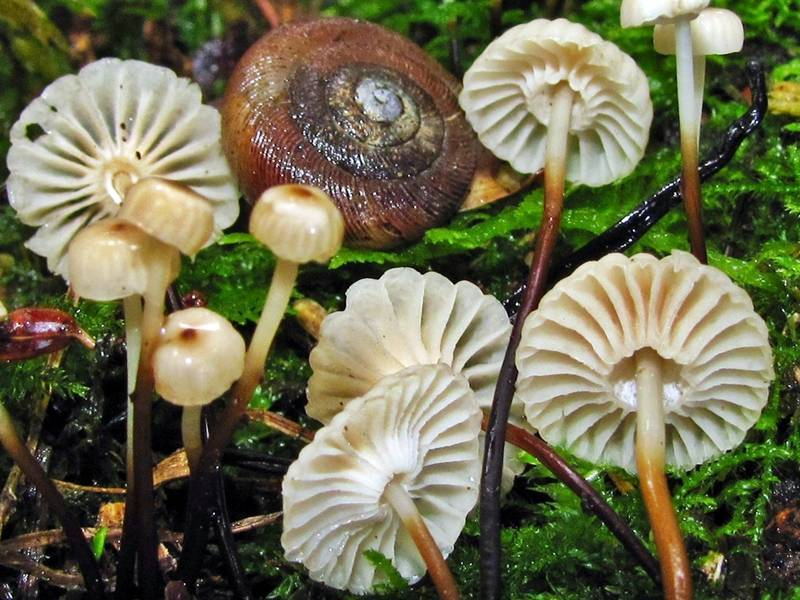
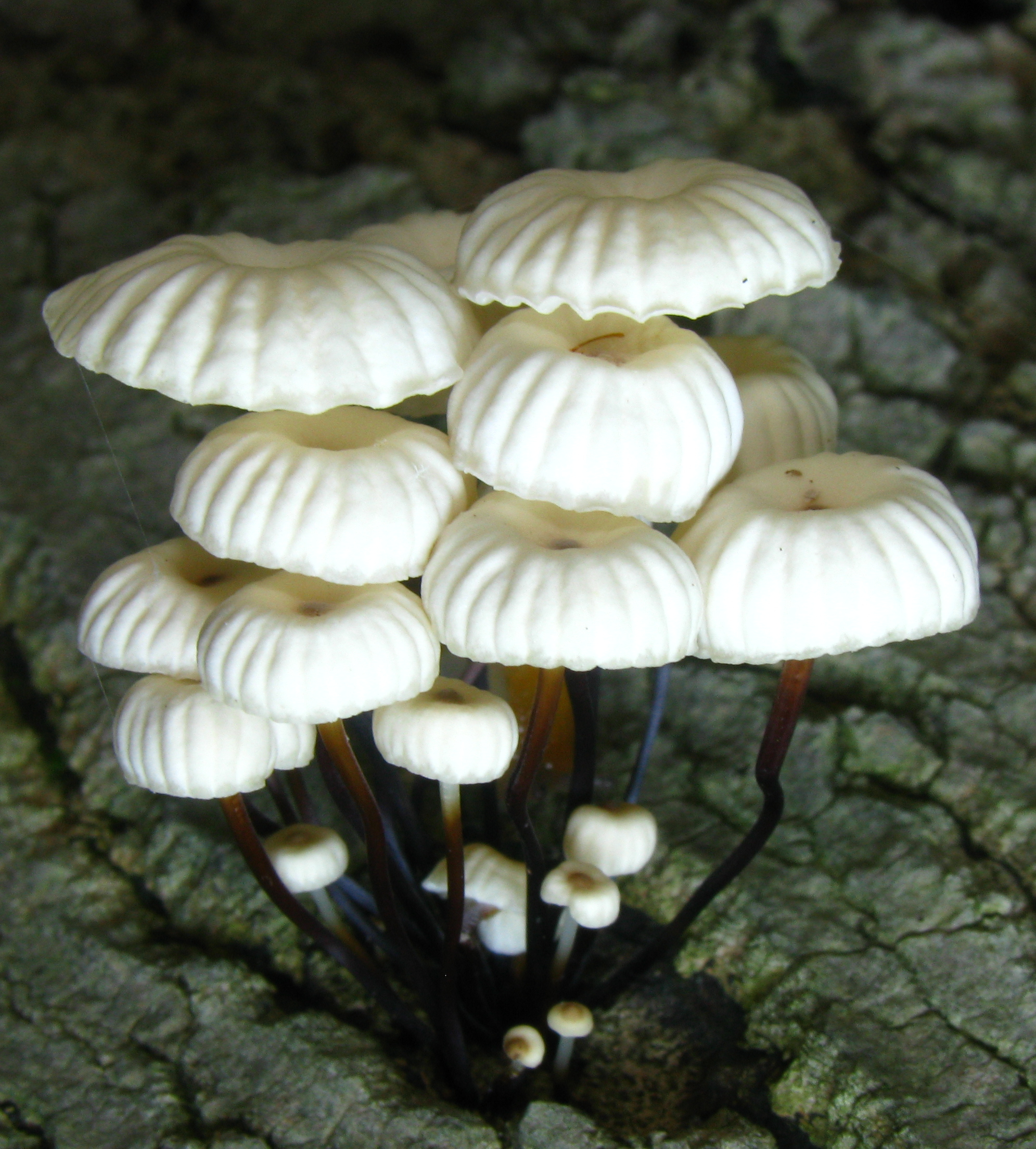
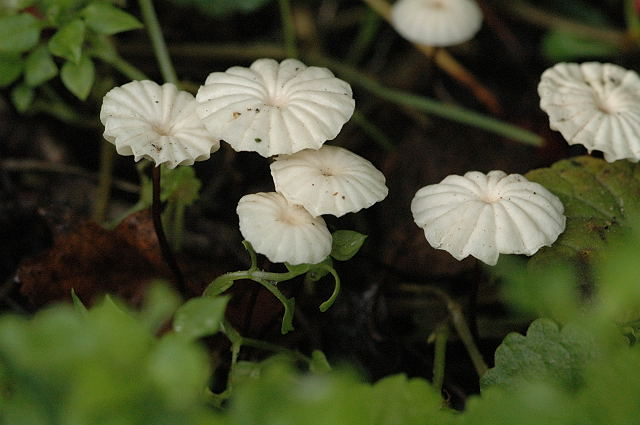
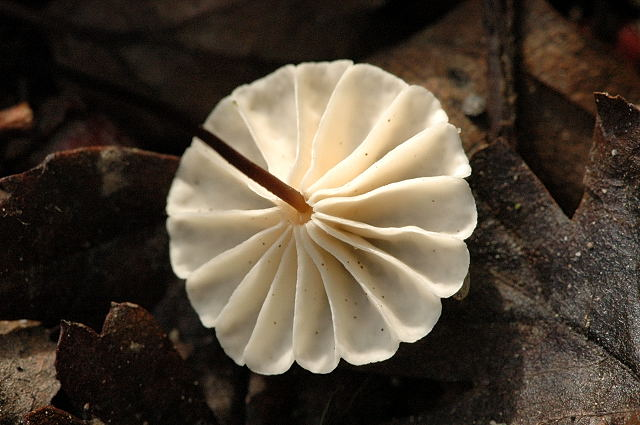